# Hydralmosaurus
Hydralmosaurus (có nghĩa là "thằn lằn nước muối") là một chi của elasmosaurid plesiosaur. Nó được biết đến từ các hóa thạch được phát hiện trong lớp đá từ cuối kỷ Phấn Trắng (cuối tầng Santonian- đầu tầng Campanian) ở Nebraska và Wyoming. Hydralmosaurus được đặt ra như là một tên thay thế cho " Elasmosaurus " serpentinus vào năm 1943 bởi Samuel Paul Welles.